# Мамедов, Нодар Микаил оглы
Нода́р Микаил оглы Маме́дов (азерб. Məmmədov Nodar Mikayıl oğlu; 3 июня 1988, Каспи, Грузинская ССР, СССР) — азербайджанский футболист, защитник клуба «Карадаг».

## Клубная карьера
Профессиональную футбольную карьеру начал в 2004 году с выступления в клубе «Шахдаг-Самур» из азербайджанского города Кусары. Затем перешёл в агдамский «Карабах». В сезоне 2008/09, в связи со службой в армии, защищал цвета армейского клуба ЦСКА (Баку).
В 2010 перешёл в клуб «Габала».

## Сборная Азербайджана
С 2007 года выступает в составе молодёжной сборной Азербайджана (U-21) под № 15, являясь её капитаном. 11 сентября 2007 года отметился двумя забитыми голами в ворота сборной Хорватии в выездном матче отборочного турнира чемпионата Европы по футболу среди олимпийских сборных.
Дебютировал в составе основной сборной страны 6 сентября 2008 года в отборочном матче чемпионата мира по футболу 2010 между сборными Азербайджана и Уэльса.

## Ссылки

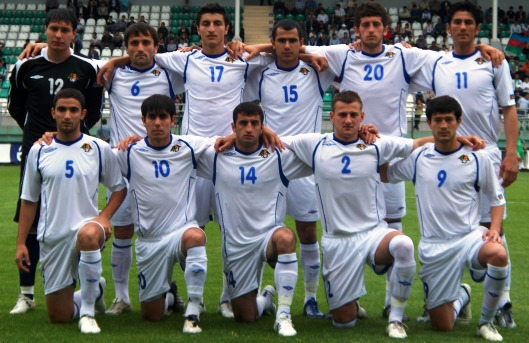
Нодар Мамедов в составе Молодёжной сборной Азербайджана (U 21) под № 15